# Issuu
 Issuu, Inc. és una plataforma de publicació electrònica estatunidenca fundada a Dinamarca, i actualment amb la seva base a Palo Alto (Califòrnia). Fundada el 2006 com a empresa emergent (startup) danesa, la companyia va traslladar la seva seu als Estats Units el 2013.

## Propòsit
Issuu converteix els PDF en publicacions digitals que es poden compartir mitjançant enllaços o que es poden incrustar en llocs web. Els usuaris poden editar les seves publicacions i personalitzar-ne el disseny, utilitzant plantilles, o afegint enllaços i fins i tot multimèdia, a les pàgines dels seus documents. Issuu també proporciona eines per poder mesurar el seu abast i monetitzar-ne el contingut.

## Història
Issuu va ser fundada a Copenhaguen, el 2006 per Michael i Rubyn Bjerg Hansen, Mikkel Jensen, i Martin Ferro-Thomsen. El 2011, el programari Issuu va ser utilitzat per diverses publicacions en línia.
A principis de 2013, la companyia va obrir una oficina a Palo Alto (Califòrnia) i va nomenar CEO Joe Hyrkin, anteriorment de Reverb, Trinity Ventures, i Yahoo!, per dirigir les seves operacions de Silicon Valley. La companyia aviat va traslladar la seva seu a la ubicació de Palo Alto. Després del trasllat, els fundadors d'Issuu van declarar que van escollir la ciutat ja que veien les xarxes socials i les associacions de distribució digital com a la clau del seu creixement, en lloc de centrar-se principalment en les relacions editorials.
El 2014, la companyia va llançar Clip, una eina que permetia als lectors prendre una instantània de qualsevol part d'una publicació i compartir-la a les xarxes socials o a través del correu electrònic.

## Aplicacions
El gener del 2014 Issuu va llançar la seva aplicació IOS per poder accedir a Issuu des de dispositius Apple. L'aplicació incloïa una funció de llista de lectura fora de línia que permetia als usuaris llegir els fitxers des de l'aplicació Issuu sense estar connectats a Internet. L'aplicació també podia emmagatzemar múltiples publicacions perquè poguessin ser llegides de forma aleatòria o seqüencial. Paral·lelament, també es va llançar una aplicació per a Android. Abans del llançament de les aplicacions d'Issuu el 2014, Apple havia rebutjat, tres vegades durant el 2009, una aplicació de la companyia danesa (abans del trasllat als Estats Units). El 2019, Issuu va anunciar el llançament d'Issuu Promote, una eina d'integració d'anuncis per a Facebook i Instagram, que permet distribuir contingut a través de múltiples canals de xarxes socials.